# Galerie des Princes
La galerie des Princes (en néerlandais : Prinsengalerij) est une des trois galeries constituant l'ensemble des galeries royales Saint-Hubert, non loin de la Grand-Place à Bruxelles.
Elle est située perpendiculairement entre la galerie du Roi et la rue des Dominicains.
À l'instar des deux autres galeries, la galerie des Princes a été proposée en 2008 pour une inscription au patrimoine mondial et figure sur la « liste indicative » de l'UNESCO dans la catégorie patrimoine culturel.